# Óscar Husillos
Óscar Husillos Domingo (* 18. Juli 1993 in Astudillo, Provinz Palencia) ist ein spanischer Leichtathlet, der über die Sprintdistanzen antritt. 2021 siegte er im 400-Meter-Lauf bei den Halleneuropameisterschaften in Toruń.

## Sportliche Laufbahn
Óscar Husillos trat erstmals im Frühjahr 2010 bei den spanischen U18-Hallenmeisterschaften an, bei denen er über 200 Meter die Goldmedaille gewann. Ein Jahr später gewann er über dieselbe Distanz ebenfalls Gold in der höheren Altersklasse U20. 2012 trat er bei den U20-Weltmeisterschaften in seiner spanischen Heimat dann erstmals bei internationalen Meisterschaften an. Über die 200 Meter erreichte er das Halbfinale, in dem er in 21,82 s den letzten Platz seines Laufs belegte. Zusammen mit der 4-mal-100-Meter-Staffel verpasste er einen Tag später als Vierte des Vorlaufs den Einzug in die nächste Runde. Die nächsten Saisons trat er vor allem in Wettkämpfen auf der Iberischen Halbinsel an. 2014 trat er als Teil der spanischen 4-mal-200-Meter-Staffel bei den IAAF World Relays auf den Bahamas an, wo das Quartett allerdings im Vorlauf disqualifiziert wurde. Nach der Saison 2014 fokussierte sich Husillos vermehrt auf den 400-Meter-Lauf.
Zwischen 2015 und 2017 verbesserte er seine Bestzeit über die Stadionrunde um mehr als drei Sekunden auf 45,16 s. Mit der Sprintstaffel kam er bei den Europameisterschaften 2016 in Amsterdam nicht über den Vorlauf hinaus. Im Frühjahr 2017 trat er über 400 Meter bei den Halleneuropameisterschaften in Belgrad an, bei denen er in 47,83 s den neunten Platz belegte. Im August stellte er dann bei den Weltmeisterschaften in London seine Bestzeit auf, die ihn bis ins Halbfinale brachte. Zusammen mit der Staffel belegte Husillos anschließend den fünften Platz in 3:00,65 s, die zugleich einen neuen Nationalrekord bedeuteten. 2018 trat er bei den Hallenweltmeisterschaften in Birmingham an. Als Zeitschnellster des Halbfinals zog er dabei in das Finale ein, in dem er allerdings, zusammen mit Luguelín Santos aufgrund des Verlassens der jeweiligen Bahn, disqualifiziert wurde. Im August belegte er in 45,61 s den sechsten Platz bei den Europameisterschaften in Berlin. Mit der Staffel gewann er am Abschlusstag die Bronzemedaille.
2019 gewann Husillos zwei Silbermedaillen bei den Halleneuropameisterschaften in Glasgow. Im Einzel über 400 Meter stellte er mit 45,66 s einen neuen Nationalrekord auf. Die zweite Silbermedaille gewann er mit der Staffel in 3:06,32 s. Mit der Staffel trat er auch im Oktober bei den Weltmeisterschaften in Doha an, wo sie als Sechste ihres Vorlaufs ausschied. 2021 trat Husillos im März bei den Halleneuropameisterschaften im polnischen Toruń an und zog in das Finale ein. Darin konnte er sich mit einer Zeit von 46,22 s zum neuen Halleneuropameister krönen. Ende Juni siegte er mit 45,37 abermals bei den Spanischen Meisterschaften und qualifizierte sich damit zum ersten Mal für die Olympischen Sommerspiele in Tokio. Dort blieb er im Vorlauf allerdings deutlich hinter dieser Zeit zurück und schied vorzeitig aus. 2022 startete Husillos als Teil der spanischen 4-mal-400-Meter-Mixed-Staffel bei den Weltmeisterschaften in den USA. Die vier Athleten traten zweiten der zwei Vorläufe an, wobei man als Vierte den Finaleinzug knapp verpasste. Einen Monat später trat er bei den Europameisterschaften in München an, schied allerdings nach den Vorläufen als Vorletzter aus. Anschließend trat er zudem mit der spanischen Staffel an, wobei man als Viertplatzierte im Finale knapp eine Medaille verpasste.
2023 verbesserte Husillos im Februar seine 400-Meter-Hallenbestzeit auf 45,58 s. Anfang März trat er bei den Halleneuropameisterschaften in Istanbul an. Nachdem er bei den beiden letzten Halleneuropameisterschaften bereits Silber und Gold gewinnen konnte, verpasste er diesmal als Vierter eine Medaille. Auch mit der spanischen 4-mal-400-Meter-Staffel belegte er einen Tag später den vierten Platz. Ende August trat er mit der spanischen 4-mal-400-Meter-Staffel bei den Weltmeisterschaften in Budapest an. Nach Platz 8 im Vorlauf schied das Quartett vorzeitig aus. 2024 trat er ebenfalls mit der Staffel bei den Europameisterschaften in Rom an. Dort konnte die Staffel in das Finale einziehen, in dem man den fünften Platz belegte.

## Wichtige Wettbewerbe
| Jahr                | Veranstaltung               | Ort                 | Platz               | Disziplin           | Zeit                |
| Startet für Spanien | Startet für Spanien         | Startet für Spanien | Startet für Spanien | Startet für Spanien | Startet für Spanien |
| ------------------- | --------------------------- | ------------------- | ------------------- | ------------------- | ------------------- |
| 2012                | U20-Weltmeisterschaften     | Barcelona           | 22.                 | 200 m               | 21,82 s             |
| 2012                | U20-Weltmeisterschaften     | Barcelona           | 17.                 | 4 × 100 m           | 41,08 s             |
| 2014                | IAAF World Relays           | Bahamas             |                     | 4 × 200 m           | DSQ                 |
| 2016                | Europameisterschaften       | Amsterdam           | 9.                  | 4 × 100 m           | 39,15 s             |
| 2017                | Halleneuropameisterschaften | Belgrad             | 9,                  | 400 m               | 47,83 s             |
| 2017                | Weltmeisterschaften         | London              | 14.                 | 400 m               | 45,16 s             |
| 2017                | Weltmeisterschaften         | London              | 5.                  | 4 × 400 m           | 3:00,65 min         |
| 2018                | Hallenweltmeisterschaften   | Birmingham          |                     | 400 m               | DSQ                 |
| 2018                | Europameisterschaften       | Berlin              | 6.                  | 400 m               | 45,61 s             |
| 2018                | Europameisterschaften       | Berlin              | 3.                  | 4 × 400 m           | 3:00,78 min         |
| 2019                | Halleneuropameisterschaften | Glasgow             | 2.                  | 400 m               | 45,66 s             |
| 2019                | Halleneuropameisterschaften | Glasgow             | 2.                  | 4 × 400 m           | 3:06,32 min         |
| 2019                | Weltmeisterschaften         | Doha                | 14.                 | 4 × 400 m           | 3:04,27 min         |
| 2021                | Halleneuropameisterschaften | Toruń               | 1.                  | 400 m               | 46,22 s             |
| 2021                | Olympische Sommerspiele     | Tokio               | 43.                 | 400 m               | 48,05 s             |
| 2022                | Weltmeisterschaften         | Eugene              | 11.                 | 4 × 400 m Mixed     | 3:16,14 min         |
| 2022                | Europameisterschaften       | München             | 24.                 | 400 m               | 46,42 s             |
| 2022                | Europameisterschaften       | München             | 4.                  | 4 × 400 m           | 3:00,54 min         |
| 2023                | Halleneuropameisterschaften | Istanbul            | 4.                  | 400 m               | 46,24 s             |
| 2023                | Halleneuropameisterschaften | Istanbul            | 4.                  | 4 × 400 m           | 3:06,87 min         |
| 2023                | Weltmeisterschaften         | Budapest            | 15.                 | 4 × 400 m           | 3:02,64 min         |
| 2024                | Europameisterschaften       | Rom                 | 5.                  | 4 × 400 m           | 3:01,44 min         |

## Persönliche Bestleistungen
Freiluft
- 100 m: 10,58 s, 14. Mai 2023, Palencia
- 200 m: 20,74 s, 5. Mai 2018, Palencia
- 400 m: 44,73 s, 22. Juni 2018, Madrid

Halle
- 60 m: 6,92 s, 16. Januar 2016, León
- 200 m: 20,68 s, 17. Februar 2018, Valencia, (spanischer Rekord)
- 400 m: 45,58 s, 19. Februar 2023, Madrid, (spanischer Rekord)

## Sonstiges
Husillos spielte bis zur Altersklasse U15 Fußball beim Verein CD Astudillo auf der Position des Torhüters. 2010 begann er mit der Leichtathletik. Seine jüngeren Brüder Oliver und Sergio bestritten in ihrer Jugend ebenfalls Leichtathletikwettkämpfe.